# أزدرخت بسيط الأوراق
أزدرخت بسيط الأوراق (الاسم العلمي:Melia simplicifolia) هو نوع غير مؤكد من النباتات يتبع جنس الأزدرخت من الفصيلة الأزدرختية.